# Tocra
Tocra, Tukrah o Taucheira (in arabo: توكرة) è una città della Libia situata nel distretto di al-Marj, in Cirenaica.
Fondata dai Greci con il nome di Taucheira (Ταύχειρα), entrò a far parte del Regno tolemaico d'Egitto e fu ribattezzata con il nome di Arsinoe, da Arsinoe II d'Egitto, mentre assunse il nome di al-Quriyah, o el-Agouriya, dopo la conquista araba.
Nel 1983 è divenuta capoluogo dell'omonima municipalità.